# Yohann Rivière
Yohann Rivière (Pont-l'Abbé, 18 agosto 1984) è un ex calciatore francese, di ruolo attaccante.

## Carriera

### Calciatore
Cresciuto nelle giovanili del Guingamp, esordisce in prima squadra il 22 settembre 2003 nella gara di Ligue 1 contro il Sochaux. Nel mercato di gennaio viene mandato in prestito all'Istres in Ligue 2. L'esordio con la nuova maglia avviene il 10 gennaio 2004 nella partita contro il Besançon. L'8 maggio 2004 segna il suo primo gol da professionista, nella partita contro il Châteauroux vinta per 2-1. A fine anno aveva totalizzato 16 presenze e 2 reti. Tornato dal prestito, anche il Guingamp è sceso in Ligue 2 e decide di trattenere Riviére, che in 5 anni totalizza 136 presenze e 31 reti, non riuscendo a riportare la squadra in massima serie ma vincendo incredibilmente la Coppa di Francia nel 2009 e qualificandosi per l'Europa League. Non giocherà però la coppa europea in quanto successivamente va in prestito ancora una volta all'Istres, anch'esso militante in Ligue 2. L'11 luglio 2010 si accasa al Vannes, nuovamente in Ligue 2, firmando un contratto di 3 anni. Nonostante ciò il gennaio seguente si accasa al Le Havre, rimanendo in Ligue 2, firmando fino al 2013, poi prolungando fino al 2015. Il 31 agosto 2014, dopo aver iniziato la stagione col Le Havre, firma un contratto di 2 anni con Digione. Nella stagione 2015-2016 la squadra si classifica 2ª in Ligue 2, vendo promossa in Ligue 1. Il 13 agosto 2016 gioca la sua prima partita in Ligue 1 con il Digione, prima partita per Rivière in massima serie negli ultimi 12 anni. Il 22 ottobre segna il suo primo e unico gol in Ligue 1, nella parita contro il Lorient terminata 1-0. Finita la stagione, il 28 agosto 2017 firma per il Créteil-Lusitanos, militante nel Championnat National, nel quale gioca la sua ultima partita prima del ritiro nel 2018.

### Dopo il ritiro
Due anni dopo essersi ritirato, nel giugno del 2020 entra nello staff del Dijon come membro del reparto di reclutamento.

## Statistiche

### Presenze e reti nei club
| Stagione         | Squadra           | Campionato       | Campionato | Campionato | Coppe nazionali | Coppe nazionali | Coppe nazionali | Coppe continentali | Coppe continentali | Coppe continentali | Altre coppe | Altre coppe | Altre coppe | Totale | Totale |
| Stagione         | Squadra           | Comp             | Pres       | Reti       | Comp            | Pres            | Reti            | Comp               | Pres               | Reti               | Comp        | Pres        | Reti        | Pres   | Reti   |
| ---------------- | ----------------- | ---------------- | ---------- | ---------- | --------------- | --------------- | --------------- | ------------------ | ------------------ | ------------------ | ----------- | ----------- | ----------- | ------ | ------ |
| 2003-gen. 2004   | Guingamp          | L1               | 2          | 0          | CF+CdL          | 0               | 0               | Int                | 0                  | 0                  | -           | -           | -           | 2      | 0      |
| gen.-giu. 2004   | Istres            | L2               | 16         | 2          | CF+CdL          | -               | -               | -                  | -                  | -                  | -           | -           | -           | 16     | 2      |
| 2004-2005        | Guingamp          | L2               | 18         | 2          | CF+CdL          | 1+2             | 0               | -                  | -                  | -                  | -           | -           | -           | 21     | 2      |
| 2005-2006        | Guingamp          | L2               | 18         | 4          | CF+CdL          | 0+2             | 0+1             | -                  | -                  | -                  | -           | -           | -           | 20     | 5      |
| 2006-2007        | Guingamp          | L2               | 29         | 9          | CF+CdL          | 2+1             | 1+0             | -                  | -                  | -                  | -           | -           | -           | 32     | 10     |
| 2007-2008        | Guingamp          | L2               | 23         | 4          | CF+CdL          | 2+0             | 0               | -                  | -                  | -                  | -           | -           | -           | 25     | 4      |
| 2008-2009        | Guingamp          | L2               | 30         | 8          | CF+CdL          | 6+2             | 2+0             | -                  | -                  | -                  | -           | -           | -           | 38     | 10     |
| Totale Guingamp  | Totale Guingamp   | Totale Guingamp  | 120        | 27         |                 | 18              | 4               |                    | -                  | -                  |             | -           | -           | 138    | 31     |
| 2009-2010        | Istres            | L2               | 30         | 5          | CF+CdL          | 1+1             | 1+0             | -                  | -                  | -                  | -           | -           | -           | 32     | 6      |
| Totale Istres    | Totale Istres     | Totale Istres    | 46         | 7          |                 | 2               | 1               |                    | -                  | -                  |             | -           | -           | 48     | 8      |
| 2010-gen. 2011   | Vannes            | CFA              | 17         | 2          | CF+CdL          | 1+2             | 0               | -                  | -                  | -                  | -           | -           | -           | 20     | 2      |
| 2010-2011        | Le Havre 2        | CFA              | 1          | 0          | -               | -               | -               | -                  | -                  | -                  | -           | -           | -           | 1      | 0      |
| gen.-giu. 2011   | Le Havre          | L2               | 15         | 5          | CF+CdL          | -               | -               | -                  | -                  | -                  | -           | -           | -           | 15     | 5      |
| 2011-2012        | Le Havre          | L2               | 34         | 10         | CF+CdL          | 3+2             | 2+1             | -                  | -                  | -                  | -           | -           | -           | 39     | 13     |
| 2012-2013        | Le Havre          | L2               | 34         | 13         | CF+CdL          | 3+1             | 3+1             | -                  | -                  | -                  | -           | -           | -           | 38     | 17     |
| 2013-2014        | Le Havre          | L2               | 18         | 3          | CF+CdL          | 1+2             | 0               | -                  | -                  | -                  | -           | -           | -           | 21     | 3      |
| lug.-ago. 2014   | Le Havre          | L2               | 4          | 0          | CF+CdL          | 0               | 0               | -                  | -                  | -                  | -           | -           | -           | 4      | 0      |
| Totale Le Havre  | Totale Le Havre   | Totale Le Havre  | 105        | 31         |                 | 12              | 7               |                    | -                  | -                  |             | -           | -           | 117    | 38     |
| 2014-2015        | Digione 2         | CFA2             | 1          | 1          | -               | -               | -               | -                  | -                  | -                  | -           | -           | -           | 1      | 1      |
| 2015-2016        | Digione 2         | CFA2             | 5          | 0          | -               | -               | -               | -                  | -                  | -                  | -           | -           | -           | 5      | 0      |
| 2016-2017        | Digione 2         | CFA2             | 3          | 1          | -               | -               | -               | -                  | -                  | -                  | -           | -           | -           | 3      | 1      |
| Totale Digione 2 | Totale Digione 2  | Totale Digione 2 | 9          | 2          |                 | -               | -               |                    | -                  | -                  |             | -           | -           | 9      | 2      |
| 2014-2015        | Digione           | L2               | 22         | 3          | CF+CdL          | 3+0             | 1+0             | -                  | -                  | -                  | -           | -           | -           | 25     | 4      |
| 2015-2016        | Digione           | L2               | 12         | 1          | CF+CdL          | 0+2             | 0               | -                  | -                  | -                  | -           | -           | -           | 14     | 1      |
| 2016-2017        | Digione           | L1               | 14         | 1          | CF+CdL          | 2+1             | 0               | -                  | -                  | -                  | -           | -           | -           | 17     | 1      |
| Totale Digione   | Totale Digione    | Totale Digione   | 48         | 5          |                 | 8               | 1               |                    | -                  | -                  |             | -           | -           | 56     | 6      |
| 2017-2018        | Créteil-Lusitanos | CN               | 10         | 1          | -               | -               | -               | -                  | -                  | -                  | -           | -           | -           | 10     | 1      |
| Totale carriera  | Totale carriera   | Totale carriera  | 356        | 75         |                 | 43              | 13              |                    | -                  | -                  |             | -           | -           | 399    | 88     |

## Palmarès

### Club

#### Competizioni nazionali
- Coppa di Francia: 1

Guingamp: 2008-2009